# دانشکده هنر دانشگاه آزاد اسلامی واحد تهران مرکزی
دانشکده هنر دانشگاه آزاد اسلامی واحد تهران مرکزی (هنر و معماری سابق) یکی از دانشکده‌های دانشگاه آزاد اسلامی واحد تهران مرکزی است که در سال ۱۳۶۸ در ساختمان خیابان فلسطین شروع به فعالیت نمود. این دانشکده در مقطع کارشناسی، کارشناسی ارشد و دکترا در رشته‌های مختلف همچون پژوهش هنر، نمایش، کارگردانی، طراحی صنعتی، گرافیک، نقاشی، موسیقی و … دانشجو می‌پذیرد.

## تاریخچه
دانشکده هنر و معماری از سال ۱۳۶۸ به‌صورت مستقل در ساختمان هنر واقع در چهار راه ولیعصر شروع به فعالیت نمود. در سال ۱۳۷۶ به مجتمع ولیعصر بلوک C منتقل گردید و در سال ۱۳۷۸ به ساختمان فلسطین نقل مکان نمود و از آن سال تاکنون، کلاسهای این دانشکده در این محل به انضمام ساختمانهای تابع (اسکو و البرز) تشکیل می‌شد. در حال حاضر پس از گذشت چند دهه ابن دانشکده دارای تعداد بیش از ۴۰۰۰ نفر دانشجوی فعال در مقطع کارشناسی و تعداد ۳۰۰۰ نفر دانشجوی فعال در مقطع کارشناسی ارشد و تعداد ۱۰۶ نفر دانشجوی فعال در مقطع دکتری می‌باشد و همچنین تعداد ۳۶۴ نفر استاد عضو هیئت علمی و مدعو در این دانشکده مشغول به تدریس هستند. دانشکده هنر و معماری دانشگاه آزاد اسلامی واحد تهران مرکزی در مقطع کارشناسی رشته و گرایشهای ارتباط تصویری عمومی، طراحی صنعتی، عکاسی، موسیقی، نقاشی عمومی، نمایش (ادبیات نمایشی، بازیگری، صحنه آرایی و کارگردانی)، فن آوری صدا و در مقطع کارشناسی ارشد رشته و گرایشهای ادبیات نمایشی، ارتباط تصویری، پژوهش هنر، تصویر سازی، طراحی صنعتی، کارگردانی نمایش، نقاشی و در مقطع دکتری تخصصی پژوهش هنر، فلسفه هنر و تاریخ تطبیقی هنر را دارا می‌باشد. نام این دانشکده ابتدا هنر و معماری بود اما بعد از انتقال به منطقه سوهانک به اسم دانشکده هنر تغییر کرد.

## انتقال ساختمان دانشکده
ساختمان اصلی دانشکده هنر و معماری سالیان سال در تقاطع خیابان فلسطین و انقلاب قرار داشت که در سال ۱۳۹۷ به مجموعه ولایت واقع در محله سوهانک تهران منتقل گردید. این انتقال موجب اعتراض گسترده دانشجویان قرار گرفت. اعتراض دانشجویان جدا از حل نوستالژی به این ساختمان مسائلی مانند دور بودن مجموعه سوهانک به مرکز شهر بود. همچنین محل این ساختمان برای رشته نمایش یا تئاتر نباید از خیابان انقلاب دور باشد، زیرا این خیابان مرکز فرهنگی کشور است و تمام تماشاخانه‌ها، پلاتوها و کتابخانه‌ها در این منطقه متمرکز شده‌است. در هر صورت این انتقال انجام شد و در حال حاضر ساختمان دانشکده به مجتمع دانشگاهی ولایت دانشکده هنر واقع در منطقه سوهانک واقع است.

## ریاست دانشکده
اسامی روسای دانشکده هنر به ترتیب ریاست از ابتدا تا اکنون:
1. محمد تقی سحابی دکتر محمد علی خبری
2. محمد علی شاکری راد
3. پور مرادیان
4. ناصر باباشاهی
5. علی هومن
6. دکتر فردوس حاجیان
7. دکتر محمد رضا نصیر سلامی
8. علی هومن
9. امیر کاووس بالازاده
10. مهیار خراباتی
11. ناصر باباشاهی
12. دکتر عبدالحسین مختاباد
13. دکتر عبدالرضا مظاهری
14. دکتر محمد علی خبری[۵]
15. دکتر محمدرضا شریف‌زاده

## رشته‌ها و گرایش‌ها
رشته‌ها و گرایش‌های دانشکده هنر دانشگاه آزاد اسلامی واحد تهران مرکز در مقاطع مختلف به شرح زیر می‌باشد:
| کارشناسی              | کارشناسی ارشد         | دکترا                            |
| --------------------- | --------------------- | -------------------------------- |
| ارتباط تصویری         | ارتباط تصویری         | معماری                           |
| طراحی صنعتی           | تصویر سازی            | فلسفه هنر                        |
| عکاسی                 | طراحی صنعتی           | پژوهش هنر                        |
| معماری                | معماری                | تاریخ تطبیقی و تحلیلی هنر اسلامی |
| موسیقی                | نوازندگی سازهای جهانی |                                  |
| نقاشی                 | نقاشی                 |                                  |
| نمایش - ادبیات نمایشی | نمایش - ادبیات نمایشی |                                  |
| نمایش - بازیگری       | نمایش - کارگردانی     |                                  |
| نمایش - صفحه آرایی    | پژوهش هنر             |                                  |
| نمایش - کارگردانی     |                       |                                  |

## انجمن‌های علمی
دانشکده هنر دانشگاه آزاد اسلامی واحد تهران مرکز دارای انجمن‌های علمی دانشجویی فعالی می‌باشد. لیست انجمن‌های علمی به همراه تاریخ تأسیس آنها به شرح زیر است:
| نام انجمن علمی    | تاریخ مجوز (تأسیس) |
| ----------------- | ------------------ |
| نمایش             | ۱۱/۶/۱۳۸۷          |
| طراحی صنعتی       | ۱۱/۶/۱۳۸۷          |
| معماری            | ۲۳/۸/۱۳۸۷          |
| موسیقی            | ۲۶/۱/۱۳۸۸          |
| مرمت آثار باستانی | ۲/۲/۱۳۸۹           |
| ارتباط تصویری     | ۱۱/۶/۱۳۸۷          |
| شهرسازی           | ۱۷/۷/۱۳۸۷          |
| نقاشی             | ۸/۳/۱۳۸۷           |
| پژوهش هنر         | ۲۳/۸/۱۳۸۷          |

## اعضای هیئت علمی
اعضای هیئت علمی گروه‌های آموزشی دانشکده هنر دانشگاه آزاد اسلامی واحد تهران مرکز به تفکیک رشته به شرح زیر می‌باشد:
| گروه ارتباط تصویری   | گروه پژوهش هنر    | گروه طراحی صنعتی | گروه عکاسی           | گروه نقاشی         | گروه نقاشی        | گروه موسیقی         | گروه نمایش          |
| -------------------- | ----------------- | ---------------- | -------------------- | ------------------ | ----------------- | ------------------- | ------------------- |
| مجتبی الهیاری        | غلامعلی حاتم      | سالومه سروری     | شیرین حکمی کرمانی    | حبیب توحیدی        | نسرین میرزابابائی | حسن ریاحی           | علی پویان           |
| امید ابراهیم         | محمد رضا شریف‌زاده | محمد هادی جمالی  | کتایون قدس راد       | نسرین عتیقه چی     | رامین مهدی‌نژاد    | امیر اشرف آریان پور | فردوس حاجیان        |
| مینا جلیلی غیاثوند   | فاطمه شاهرودی     | مسعود شیرازی     | پگاه ریحانی          | منیژه صحی          | زهرا چیت ساز      | محمد سریر           | امیر کاووس بالازاده |
| منصوره حبیبی         | محمد حسین همافر   | سعید زهری انبوهی | فرشید آذرنگ          | محمد رضا فیروزه ای | کاوه نامغ         | رامین آزاد آور      | رحمت امینی          |
| صدرالدین جوادی       |                   | مهیار صامت حقیقی | حشمت الله افتخاری    | پرویز حیدرزاده     | داور یوسفی        |                     | ابوالفضل دژاکام     |
| محمد هادی دانش       |                   | نیما نورایی      | عبدالعزیزانصاری لاری | شادان کیوانی       | فریدون امیدی      |                     | نورایر ناظاریان     |
| منوچهر رخشان         |                   | مهرداد نوری      | محمدعلی الله وردی    | زهرا رسولی         | سالومه حسابی      |                     | فرهاد نارستان طالش  |
| وحید شیخیان          |                   | افشید ریحانی فرد | پدرام دادفر          | کاترین چرخیان      | صدیقه احمدیان     |                     | سعید شاپوری         |
| سید اسداله طبیب زاده |                   |                  | مهیارخراباتی         | سیمین دخت کرامتی   | ناصر آراسته       |                     | میر علیرضا دریابیگی |
| علیرضا کریم مقدم     |                   |                  | فرهاد فخریان روغنی   | ماندانا پرنیان     |                   |                     | مهرداد رایانی مخصوص |
| بهرام کلهر نیا       |                   |                  | علیرضا واعظ کرونی    | حسین مراد نژاد     |                   |                     | منیژه محامدی        |
| مهر ناز کوکبی        |                   |                  | جمشید حاتم           | الهه مقدمی         |                   |                     | کتایون فیض مرندی    |
| پرناز گودرز پروری    |                   |                  |                      | علیرضا جدی         |                   |                     | سیمین امیریان       |
| نادر موسوی فاطمی     |                   |                  |                      | حمیدرضا اکبری دوست |                   |                     | شبنم قلی خانی       |
| حافظ میر آفتابی      |                   |                  |                      | مژگان صادقی نجات   |                   |                     |                     |
| پروین هانی طبایی     |                   |                  |                      | محمد رضا معزی      |                   |                     |                     |
| ونوس عابدیان         |                   |                  |                      | مژگان نیک‌بخت       |                   |                     |                     |
| آیسا حکمت            |                   |                  |                      | ایمان برادران      |                   |                     |                     |
| [ ۸ ]                | [ ۹ ]             | [ ۱۰ ]           | [ ۱۱ ]               |                    | [ ۱۲ ]            | [ ۱۳ ]              | [ ۱۴ ]              |

## دانش‌آموختگانِ سرشناس
دانشکده هنر (هنر و معماری قدیم) دانشگاه آزاد اسلامی واحد تهران مرکزی دانشجویان و فارغ‌التحصیلان مطرح و موفقی در عرصه هنر به خود دیده‌است که به چند تن از آنها اشاره می‌کنیم.
گروه نمایش: مژده شمسایی، حامد بهداد (لیسانس بازیگری)، بهاره رهنما (فوق لیسانس ادبیات نمایشی)، الناز شاکردوست (لیسانس تئاتر)، حمید گودرزی (لیسانس بازیگری)، مجید صالحی (لیسانس بازیگری و فوق لیسانس کارگردانی)، شبنم قلی خانی (کارشناسی ارشد کارگردانی تئاتر) کامبیز دیرباز (لیسانس بازیگری)، هانیه توسلی (لیسانس نمایش نامه نویسی)، سیما تیرانداز (لیسانس ادبیات نمایشی)، سیامک انصاری (لیسانس نمایش)، اشکان خطیبی (لیسانس تئاتر)
گروه موسیقی: مجید اخشابی (لیسانس موسیقی)، مهرداد شهسوار زاده (لیسانس موسیقی)
گروه طراحی صنعتی: ایمان مقصودی (لیسانس طراحی صنعتی)، کوروش مهدوی (فوق لیسانس طراحی صنعتی)، کاوه ناصربخت (لیسانس طراحی صنعتی)
گروه گرافیک و تصویرسازی: مهرداد زوالنور (لیسانس گرافیک)، راشین خیریه (لیسانس گرافیک)، پژمان رحیمی زاده (کارشناسی ارشد گرافیک)، علیرضا گلدوزیان (فوق لیسانس تصویرسازی)، فرشید شفیعی (لیسانس گرافیک)، پریسا تشکری (ارشد گرافیک)
هنرمندان صاحب نامی که در رشته‌ای متفاوت از حرفهٔ اصلی خود را در دانشکده هنر و معماری تهران مرکز تحصیل کرده‌اند:
مهران غفوریان (لیسانس نقاشی)، لاله اسکندری (لیسانس گرافیک)، شقایق فراهانی (لیسانس نقاشی)، بیژن بفشه خواه (لیسانس نقاشی) حمید اسدزاده (فوق لیسانس نقاشی)، جواد رضویان (لیسانس نقاشی)، ایلیا منفرد (لیسانس نمایش)، علی منصوری (لیسانس نمایش)،